# Roger Thull
Roger Thull (* 22. Mai 1939 in Tétange) ist ein ehemaliger luxemburgischer Radrennfahrer.
Thull war im Straßenradsport aktiv. An der Internationalen Friedensfahrt nahm er als junger Amateur 1959 teil und beendete die Rundfahrt als 80. 1960 wurde Roger Thull luxemburgischer Meister im Straßenrennen der Amateure. Im selben Jahr startete er bei den Olympischen Spielen in Rom und belegte im olympischen Straßenrennen beim Sieg von Wiktor Kapitonow Platz 51 und bei den Straßen-Weltmeisterschaften  Platz 28. Anschließend wurde Thull Profi. 1961 fuhr er die Tour de France, gab aber während der zwölften Etappe auf. 1963 und 1964 wurde er nationaler Straßenmeister der Profis, 1962 und 1965 Vizemeister.
Der jüngere Bruder von Roger Thull, Marcel, war ebenfalls Radrennfahrer.